# Leonora Mackinnon
Leonora Emily Anne Mackinnon, född 30 maj 1994, är en kanadensisk-brittisk fäktare  som tävlar i värja.

## Karriär
Mackinnon började fäktas som åttaåring. Hon tävlade först för Storbritannien men gick senare över till att tävla för Kanada.
MacKinnon tävlade för Kanada vid olympiska sommarspelen 2016 i Rio de Janeiro, där hon blev utslagen i den andra omgången i värja av italienska Rossella Fiamingo.